# Lila (Bohol)
Pour les articles homonymes, voir Lila.
Lila est une municipalité de la province de Bohol, située dans la région des Visayas centrales aux Philippines.